# Malesch
Malesch is het debuutalbum van de Duitse muziekgroep Agitation Free. Het album verscheen op het Music Factory-label maar verdween vrij snel uit de schappen. Bij de opkomst van Tangerine Dream in het compact disctijdperk kwamen ook de albums van Agitation Free weer onder de aandacht, want zowel Michael Hoenig als Christopher Franke maakten een tijdje deel uit van Agitation Free. (Franke was samen met Ubrich de stichter van de band The Agitation, de voorloper). Het album werd dan ook keer op keer opnieuw uitgegeven. 
De muziek doet af en toe Oosters aan, want is mede geïnspireerd door de door het Goethe-Instituut georganiseerde tournee in april 1972 naar de landen Egypte, Libanon, Griekenland en Cyprus. Naast de Oosterse invloeden wordt er ook rock, psychedelische rock (Sahara City) en beginnend synthesizermuziek gespeeld. Plaats van opname was de Audio-Ton-Studio in Berlijn.

## Musici
- Lütz Ulbrich – gitaar, hammondorgel
- Jörg Schwenke – gitaar
- Burghard Rausch – slagwerk, marimba, zang
- Michael Hoenig – toetsinstrumenten, steelgitaar
- Michael Günther – basgitaar, tapes

met
- Uli Pop – bongo's op track 1
- Peter Michael Hamel: hammondorgels

## Muziek
Alle muziek bij Agitation Free

| Nr. | Titel                 | Duur |
| --- | --------------------- | ---- |
| 1.  | You play for us today | 6:08 |
| 2.  | Sahara City           | 7:42 |
| 3.  | Ala Tul               | 4:50 |
| 4.  | Pulse                 | 4:43 |
| 5.  | Khan El Khalili       | 8:10 |
| 6.  | Malesch               | 8:10 |
| 7.  | Rücksturz             | 2:09 |